# أولكسندر ميتكو
أولكسندر ميتكو (بالأوكرانية: Митько Олександр Михайлович)‏ هو لاعب كرة قدم أوكراني، ولد في 3 أغسطس 1974 في تشرنيغوف في أوكرانيا.